# Sonic Youth (album)
Sonic Youth – pierwszy album amerykańskiej grupy Sonic Youth. Był nagrywany od listopada 1981 do stycznia 1982 w Radio City Music Hall w Nowym Jorku i został wydany w marcu 1982 za pośrednictwem wytwórni Glenn Branca's Neutral. To jedyne nagranie Sonic Youth z Richardem Edsonem jako perkusistą. Chociaż wydawnictwo zawiera mniej niż 25 minut materiału uważane jest przez zespół za ich pierwszy album.

## Twórcy
Kim Gordon - wokal, gitara basowa, gitara w piosence "The Good and the Bad"
Thurston Moore - wokal, gitara, gitara basowa w piosence "The Good and the Bad"
Lee Ranaldo - wokal, gitara
Richard Edson - perkusja

## Lista utworów
1. "The Burning Spear" – 3:28
2. "I Dreamed I Dream" – 5:12
3. "She Is Not Alone" – 4:06
4. "I Don't Want to Push It" – 3:35
5. "The Good and the Bad" – 7:55 
Utwory dodatkowe z reedycji z 2006
6. "Hard Work" – 3:19
7. "Where the Red Fern Grows" – 5:47
8. "The Burning Spear" – 3:23
9. "Cosmopolitan Girl" – 3:35
10. "Loud and Soft" – 6:48
11. "Destroyer" – 5:32
12. "She Is Not Alone" – 3:29
13. "Where the Red Fern Grows" – 6:45
- Utwory 6-12 pochodzą z wczesnych nagrań na żywo
- Utwór 13 pochodzi z wczesnych nagrań w studio